# AAC-1937
La AAC-1937, acrònim d'Autoametralladora blindado medio Chevrolet-1937, sovint també coneguda com a Chevrolet 1937 va ser una autometralladora d'origen català. Després del desmantellament de la Comissió d'Indústries de Guerra, la Subsecretaria d'Armament i Municions espanyola portaria enginyers soviètics que basant-se en els blindats BA-6 en fabricarien un model semblant a la fàbrica Hispano-Suiza de Barcelona, aprofitant xassís de la General Motors Peninsular.
Amb una fabricació d'entre seixanta i noranta unitats, les AAC-1937 van combatre a la Guerra Civil espanyola al front de l'est: al front d'Aragó i en la batalla de Catalunya. Amb un armament divers però bona fabricació van convertir-se en el millor blindat fabricat durant la contesa a Catalunya.
Després de la caiguda de Catalunya, les AAC-1937 passarien a mans franquistes o franceses. Amb l'esclat de la Segona Guerra Mundial veurien poc combat durant la batalla de França i els alemanys les capturarien. Posteriorment van ser enviades a combatre al front oriental, on serien destruïdes durant els primers mesos del conflicte.

## Antecedents
Després de la Primera Guerra Mundial, Espanya va adquirir una dotzena de tancs Renault FT i sis Schneider CA1 a França. El 1921 aquests tancs es van enviar al Marroc on rebrien el bateig de foc el 17 de març de 1922 amb mals resultats: avançant-se a la infanteria van quedar aïllats, alguns amb les metralladores encasquetades i van patir baixes. Després d'aquest mal començament donarien suport puntual durant la Guerra del Rif, destacant-ne l'ús al desembarcament d'Alhucemas, victòria decisiva que permetria que poc després els blindats retornessin a Espanya.
La campanya marroquina va demostrar la importància de la nova arma i va fomentar l'adquisició de més tancs, uns quants Fiat 3000A a Itàlia l'any 1924, i la fabricació d'un tanc propi: el Trubia, del qual se'n van fer quatre prototips a la Fábrica Nacional de Trubia l'any 1925. L'intent de cop d'estat de l'any 1926, va fer que els tancs, associats als oficials d'artilleria revoltats perdessin el favor de l'administració i es cancel·lessin els projectes de fabricació pròpia.
Els tancs que restaven operatius abans de l'esclat de la Guerra Civil espanyola estaven agrupats en dues unitats: el Regimiento Ligero de Carros de Combate (LCC) número 1, estacionat vora Madrid, i el Regimiento LCC número 2, vora Saragossa.

### Disseny
A Catalunya, després d'esclafar el cop a Barcelona, els treballadors van voler col·laborar a l'esforç bèl·lic produint armament, inclosos els tancs que escassejaven.
Partint de zero, i després del caos inicial, la Comissió d'Indústries de Guerra es va encarregar de gestionar la producció. Durant aquest període es van fabricar nombrosos blindats experimentals amb un rendiment molt divers.
Després dels Fets de Maig el govern republicà aniria restant competències a la CIG fins a apoderar-se de tota la nova indústria armamentística catalana. A més a més, aleshores els italians i alemanys controlaven bona part dels accessos navals a la península Ibèrica, fet que implicava que la Unió Soviètica no podia enviar material per mar. Per això la Segona República Espanyola es va començar a interessar en la fabricació d'un bon blindat local.
La subsecretaria d'armament espanyola, aprofitant l'ajuda d'enginyers soviètics, va iniciar el desenvolupament d'una autometralladora pesant i l'abril de 1937 es van començar a dissenyar els primers prototips, basats en el model soviètic BA-6. La més destacada va ser l'AAC-1937, basada en el xassís d'un camió de General Motors Peninsular Chevrolet SD 1937, produït a Barcelona.
El problema era que el Chevy SD 1937 només tenia dos eixos i el pes afegit pel blindatge el feia molt inestable. Per arreglar-ho van afegir-hi eixos de camions GAZ soviètics, que eren còpies de dissenys americans. El resultat fou que el nou blindat era molt semblant al BA-6, però lleugerament més àgil gràcies a un motor 10 CV més potent.

## Característiques
El blindatge del casc estava fet als Alts forns de Sagunt, a València (on també es produïa una autometralladora de bona qualitat, la UNL-35 semblant a la BA-20). La protecció eren xapes d'acer de 8 mm soldades, en una línia molt similar a la dels blindats soviètics de l'època. Les diferències més grans eren les escotilles d'accés al motor, els pneumàtics i els parafangs.
L'AAC-1937 normalment disposava d'una tripulació de quatre servidors: conductor, comandant, artiller i ajudant de conducció, que operava la metralladora del casc. Pel que sembla, l'armament i la configuració de la torreta era molt variable:
1. Una única metralladora equipada a una torreta pròpia: Maxim, DT, MG-13…
2. Torretes recuperades de tancs T-26, BT i BA-6.
3. Un canó Puteaux de 37 mm, aprofitat de tancs FT-17, amb una metralladora coaxial.[6]

Possiblement l'armament variava segons la disponibilitat i van començar a sortir de fàbrica l'abril de 1937. La producció era de 4 unitats per mes fins que el març de 1938 els feixistes van dividir el territori republicà en dos, aïllant Catalunya del subministrament d'acer vital per a la fabricació de blindats. En total es van fabricar entre 60 i 90 vehicles.

## En combat
Les AAC-1937 participarien en la Guerra Civil espanyola i a la Segona Guerra Mundial. A més a més, servirien a l'exèrcit de l'Espanya Franquista fins a la dècada dels 50 en unitats de cavalleria.

### Guerra Civil espanyola
Possiblement el primer enfrontament on van participar les AAC-1937 va ser la revolta anarquista de maig, juntament amb les UNL-35. Posteriorment combatrien amb la 1a Divisió Blindada (a Catalunya) i la 2a (al Centre-Sud). Durant la guerra s'estima que 30 autometralladores van ser capturades pels facciosos, canviant-ne l'armament per metralladores MG-13
Després de la batalla de l'Ebre, on els franquistes destruirien 17 tancs i en capturarien 18, totes les autometralladores restants a Catalunya van anar retrocedint durant la retirada fins a arribar a la frontera francesa, on es van entregar a les autoritats frontereres.

### Segona Guerra Mundial
Els francesos van aprofitar les AAC-1937 i durant la batalla de França es farien servir breument, patint poques baixes i sent la majoria (una vintena) capturades per les tropes de l'Alemanya nazi. Aquests vehicles seguirien utilitzant el seu armament original o be, serien adaptats per a utilitzar armament diferent. Aquestes variacions incloïen l'ús d'una MG34 substituint el canó principal, l'ús d'una MG42, canviant el rol del vehicle a transport de tropes, i l'ús del vehicle com a arma antiaèria autopropulsada afegint-hi dos metralladores MG34 o MG42.
En mans alemanyes les AAC-1937 van participar en l'Operació Barbarroja. Les referències fotogràfiques indiquen que van arribar a participar en la batalla de Moscou i moltes serien destruïdes per l'Exèrcit Roig.